# Willem Margadant
Willem Margadant (Rotterdam, 6 januari 1848 – Gotenburg, 3 april 1900) was een van oorsprong Nederlands violist.
Hij was zoon van pakhuisknecht Johannes Coenraad Margadant en Jenneke Jonkers. Hijzelf was getrouwd met de Duitse violiste Therese Modell. Dochter Isolde Margadant huwde met diplomaat en groothandelaar Christian Berner.
Zijn vioollessen begonnen al op jeugdige leeftijd van Alex W.A. Heyblom. Een loopbaan in de muziek leek er niet in te zitten, want zijn vader wilde dat niet. Na vijf jaar kantoorwerkzaamheden te hebben verricht, nam Margadant opnieuw vioolles; dit maal bij Emanuel Wirth van de Rotterdamse Muziekschool. Hij kon met bijdragen van vrienden, die zijn muzikaliteit hoog inschatten, verder studeren aan het Conservatorium in Leipzig; er volgden drie jaar onderricht door Ferdinand David en Engelbert Röntgen. Hij werd ziek en voor herstel en rust trok hij naar Zwitserland; er volgde een concertreis met pianist Hendrik Willem Schepp en Jaël. Hij herstelde en na ongeveer anderhalf jaar keerde hij terug naar Leipzig om zich aan te sluiten bij het orkest van Johann Strauss jr.. Hij werd concertmeester in dat orkest en maakt lange concertreizen als ook studiereizen door Oostenrijk-Hongarije en Italië. Hij werd vervolgens concertmeester in Dresden, Würzburg en Stockholm. Hij vestigde zich in Zweden en verloor contact met Nederland. Hij stierf in Gotenburg.
Docenten en dirigenten waren lovend over deze violist met voortreffelijk spel en mooie voordracht, aldus de muziekgids van Melchior.